# 巴萊山國家公園
巴萊山國家公園（Bale Mountains National Park）是埃塞俄比亞東南部奧羅米亞州的國家公園，在1970年成立，佔地2,200平方公里。
園內設有三個生態分區（Ecoregion）︰北部有平原灌木林，中部有4,000米高原，南部有供哺乳類、兩棲類和鳥類棲息的樹林。瀕危物種非洲野犬曾在1990年代出現，但現在因人口過多而移居別處。
截至2002年10月，國家公園接待了近20,000訪客，引起造成環境破壞和增加傳染病風險的疑慮。

## 外部連結
- The National Parks of Ethiopia: Bale Mountains Park - Part I (Addis Tribune)
- The National Parks of Ethiopia: Bale Mountains Park - Part II: Harena Forest (Addis Tribune)
- Biodiversity Monitoring in the Forest Ecosystems of Bale Mountains National Park, Ethiopia[] (University of Aberdeen website)